# Siphonodictyon
Siphonodictyon, syn. Aka Laubenfels, 1936, ist eine Gattung der Schwämme. Sie gehört zu den Bohrschwämmen.

## Merkmale
Siphonodictyon ist ein Bohrschwamm, der sich in kalkige Substrate einbohrt. Wichtigste Substrate sind Muschelschalen, darunter Schalen von Austern der Gattung Ostrea und Hufmuscheln der Gattung Chama. Zu erkennen ist ein Bohrloch von etwa 1,5 Millimeter Durchmesser und eine kurze, daraus nach außen vorstehende Röhre (Fistula genannt). Innerhalb des Substrats können sich eine, oder mehrere, in den Kalk gebohrte Kammern befinden, in denen der mehrlagige Schwammkörper sitzt, umgeben von einer mehr oder weniger umfangreichen Hülle aus Schleim (Mucus). Die Bohrnarben in den Kammern haben ein Muster aus schmalen, konzentrischen Ringen. Wie typisch für die Familie, besitzt die Gattung nur eine einzige Sorte von Skelettnadeln (bei den Schwämmen Spiculae genannt), die kleineren Mikroskleren fehlen völlig. Diese sind vom Subtyp einer sogenannten Oxea: einzelne, an beiden Enden spitz zulaufende Sklerite. Die Oxeae von Siphonodictyon sind schmal, glatt und schlank, manchmal schwach gebogen, etwa 100 bis 200 Mikrometer lang bei einem Durchmesser von 4 bis 11 Mikrometer. Sie bilden Bündel, sind aber nicht miteinander fusioniert. Die Spiculae sitzen in gewundenen Bändern innerhalb der Röhrenwandung. Außerdem ist die äußere Öffnung der Röhre bedeckt durch ein Gitter oder eine siebartige Platte aus weiteren Oxeae. Die Färbung der Schwämme ist uncharakteristisch: weißlich, gelblich bis hell braun. Die Form der Spiculae ist zwischen den verschiedenen Arten der Gattung nur wenig verschieden und zudem innerhalb der Arten variabel.
Einige Arten der Gattung bohren nicht in Muschelschalen, sondern, wie viele andere Bohrschwämme, in Korallenkalk, wo sie Bedeutung beim Abbau (Bioerosion) von Korallenriffen besitzen können. Einige Arten sind bekannt dafür, auch lebende Korallen zu attackieren. Die in Korallenkalk gebohrten Kammern können 10 Zentimeter Durchmesser erreichen.

## Verbreitung
Arten der Gattung Siphonodictyon kommen verbreitet in den Ozeanen der Welt vor. Nachweise gibt es, unter anderem, von der britischen und irischen Küste, der Insel Madeira und aus dem westlichen Pazifik bis zur afrikanischen Küste. Im Mittelmeer gibt es eine Art (Siphonodictyon labyrinthicum), an der ostpazifischen Küste Mittelamerikas ebenfalls eine (Siphonodictyon crypticum). In der Karibik kommen zwei Arten vor. Die Arten der Gattung bevorzugen flache, relativ warme Gewässer.

## Phylogenie, Taxonomie, Systematik
Die Taxonomie der Gattung ist verworren. Sie wurde ursprünglich durch den britischen Naturforscher James Yate Johnson als Acca beschrieben. Max Walker de Laubenfels bemerkte 1936, dass dieser Name durch Acca Hübner, 1819, eine Gattung der Schmetterlinge, präokkupiert war und prägte den Ersatznamen Aka, unter dem die Gattung bis heute in zahlreichen Veröffentlichungen, Listen und Faunenwerken aufgeführt ist. Christine Schönberg stellte dann 2012 fest, dass auch der Name Aka präokkupiert ist (durch Aka White, 1879, eine Gattung der Spitzkopfzikaden). Sie ersetzte daraufhin den Namen durch Siphonodictyon. Diese durch Patricia Rose Bergquist beschriebene Gattung galt bis dahin als jüngeres Synonym von Aka.
Die Gattung war ursprünglich, wie damals alle Bohrschwämme, in eine weitgefasste Familie Clionaidae einbezogen worden. Rützler & Stone transferierten sie 1986, nach genauerer Untersuchung, in die Familie Phloeodictyidae, beruhend auf der Gattung Siphonodictyon; sie stellten außerdem fest, dass dieser Name synonym zu de Laubenfels Gattung Aka ist.
Die Gattung umfasst die folgenden 22 Arten (Stand: 2019):
- Siphonodictyon brevitubulatum Pang, 1973
- Siphonodictyon cachacrouense Rützler, 1971
- Siphonodictyon coralliirubri (Calcinai, Cerrano & Bavestrello, 2007)
- Siphonodictyon coralliphagum Rützler, 1971
- Siphonodictyon crypticum (Carballo, Hepburn, Nava, Cruz-Barraza & Bautista-Guerrero, 2007)
- Siphonodictyon densum (Schmidt, 1870)
- Siphonodictyon diagonoxeum (Thomas, 1968)
- Siphonodictyon infestum (Johnson, 1889)
- Siphonodictyon insidiosum (Johnson, 1889) (Typusart der Gattung Aka)
- Siphonodictyon labyrinthicum (Hancock, 1849)
- Siphonodictyon maldiviense (Calcinai, Cerrano, Sarà & Bavestrello, 2000)
- Siphonodictyon microterebrans (Calcinai, Cerrano & Bavestrello, 2007)
- Siphonodictyon minutum (Thomas, 1972)
- Siphonodictyon mucosum Bergquist, 1965. Typusart der Gattung.
- Siphonodictyon nodosum (Hancock, 1849)
- Siphonodictyon occultum Rützler, Piantoni, van Soest & Díaz, 2014
- Siphonodictyon paratypicum (Fromont, 1993)
- Siphonodictyon ruetzleri (Calcinai, Cerrano & Bavestrello, 2007)
- Siphonodictyon siphonum (de Laubenfels, 1949)
- Siphonodictyon terebrans (Schmidt, 1870)
- Siphonodictyon viridescens (Schmidt, 1880)
- Siphonodictyon xamaycaense Pulitzer-Finali, 1986